# Erich Schaffner
Erich Schaffner (* 1950) ist ein deutscher Schauspieler und Rezitator aus Mörfelden. Er tritt unter anderem mit Texten von Karl Kraus (Die letzten Tage der Menschheit), Bert Brecht und Kurt Tucholsky auf. Nach einer Druckerlehre und zweitem Bildungsweg studierte Schaffner an der Staatlichen Hochschule für Musik und darstellende Kunst in Frankfurt am Main. Dort waren unter anderem Ernst Jacobi und Elisabeth Schwarz seine Lehrerinnen.

## Schauspiel
Ein festes Engagement erhielt er am Stadttheater Ingolstadt. Außerdem spielte er als Gast im Staatstheater Darmstadt in „Fegefeuer in Ingolstadt“ von Marieluise Fleißer, inszeniert von Michael Gruner sowie am Schauspiel Frankfurt in „Maria Magdalena“ von Hebbel, inszeniert von Frank-Patrick Steckel unter anderem mit Martina Krauel und Christian Redl.
Danach arbeitete Schaffner freiberuflich als Schauspieler mit eigenen Programmen, Solostücken und Rezitationen mit Auftritten im gesamten deutschsprachigen Raum. Er arbeitete in renommierten freien Theatergruppen wie der Theatermanufaktur Berlin und Laokoon Dance Group. Außerdem war er als Studiosprecher und Synchronsprecher tätig. Daneben hatte er Engagements als Gast in verschiedenen deutschen Theatern, meist mit dem Regisseur Wolfgang Spielvogel (zuletzt im „Mousonturm“ in Frankfurt/M.).

## Film und Fernsehen
Schaffner wirkte mit bei „Beruf Räuber“ von Michail Krausnick beim Saarländischen Rundfunk, „Die Kommissarin“ mit Hannelore Elsner beim Hessischen Rundfunk, „Schlaf mit meinem Mann“ bei RTL, „Goethe light“ von Thomas Frickel im ZDF und weiteren Produktionen.

## Stücke und Programme
- Satire unterm Beil – antifaschistische Satire 1933–45
- Die verbrannten Dichter – Gesang und Rezitation
- Canciones de las Brigadas Internacionales Spanien 1936–39 – die Geschichte des Spanienkrieges in Liedern und Geschichten.
- Die letzten Tage der Menschheit (Karl Kraus) – 40 Szenen aus dem Gesamtwerk, gespielt von einer Person (auch als Lesung verfügbar).
- Der Krieg ist nichts als die Geschäfte – Lieder und Rezitationen gegen den Krieg und dessen Ursachen
- Schwarz-Rot-Gold sättigt nicht – ein Programm mit alten Liedern und aktuellen Zitaten gegen nationalen Taumel und neue Lügen
- Bordell und Klassenkampf – Antikabarett über die alltägliche Käuflichkeit der Menschen
- Der Herr Karl – ein Einpersonenstück von Carl Merz und Helmut Qualtinger
- Johann Wolfgang hat Geburtstag – ein Goethe-Abend für jeden
- Zuckererbsen für Jedermann – Heinrich Heine für Anfänger
- Deutschland – Ein Wintermärchen (Heinrich Heine) – Rezitation

## Audio
- Das Manifest der Kommunistischen Partei. (MC, 1997)
- Nazim Hikmet zum 100. Geburtstag. (CD, 2001)
- Lieder der Arbeiterbewegung. 1–3, Büchergilde Gutenberg, Frankfurt (Main) 1986
- Sprecher des Iwan in: Bertolt Brecht: Die Mutter. (LP), Theatermanufaktur, Berlin 1982 (als CD erhältlich).
- Der Kampf der roten Kommune Mörfelden. (CD)